# Acción Republicana
Acción Republicana fue una agrupación política progresista y republicana fundada en España por Manuel Azaña en 1925, durante la dictadura de Primo de Rivera, que formó su primer Comité Nacional en 1930 bajo la presidencia de Azaña y se constituyó formalmente como partido en la asamblea general celebrada en Madrid en mayo de 1931. Entre las señas de identidad del partido, destacaban el autonomismo, el laicismo, el compromiso con la reforma agraria y la reforma del Ejército. En 1934 se fusionó con otros partidos afines para crear Izquierda Republicana.

## Historia

### Antecedentes: el Grupo de Acción Republicana
Uno de los promotores de Acción Republicana fue Manuel Azaña, antiguo miembro del Partido Reformista, quien, como la mayoría de las personalidades más destacadas de ese partido que lo abandonaron tras el golpe de Estado de Primo de Rivera, había dado por liquidado el proyecto reformista de alcanzar la democracia en el seno de la Monarquía, y apostaba ya por la República, tal como lo expuso Azaña en el manifiesto Apelación a la República que hizo público en mayo de 1924. Para alcanzarla proponía crear «una nueva conjunción republicano-socialista capaz de oponer al bloque avasallador de las fuerzas oscurantistas coligadas, la resistencia primero, la contraofensiva después de la voluntad liberal latente so la mentida resignación del país».
Azaña criticó desde la revista España a los viejos republicanos como Alejandro Lerroux o Vicente Blasco Ibáñez y propuso un nuevo republicanismo. Esta iniciativa se concretó a principios de 1925 con el nacimiento del grupo Acción Política, que en mayo de ese mismo año adoptó el nombre definitivo de Acción Republicana. Estaba integrado por intelectuales, algunos de ellos procedentes como Azaña del Partido Reformista, como Ramón Pérez de Ayala o José Giral, y otros no como Luis Jiménez de Asúa, Luis Araquistain, Honorato de Castro o Martí y Jara.
Acción Republicana participó en la fundación en febrero de 1926 de la "Alianza Republicana", el mismo día en que se celebraba el aniversario de la Primera República Española, que reunía a los viejos Partido Republicano Radical de Alejandro Lerroux —del que en diciembre de 1929 se desgajó el Partido Republicano Radical-Socialista, de Marcelino Domingo y Álvaro de Albornoz— y Partido Republicano Democrático Federal, junto con las nuevas formaciones de Acción Republicana de Azaña y el Partit Republicà Català, fundado por Marcelino Domingo y Lluís Companys. En el manifiesto que hizo público el mismo día que se creó se pedía la convocatoria de «unas Cortes Constituyentes elegidas mediante sufragio universal, en las cuales lucharemos por la proclamación del régimen republicano».
Como organización integrada en la Alianza Republicana, participó en el Pacto de San Sebastián para derrocar la Monarquía de Alfonso XIII, y se implicó en la construcción y consolidación de la II República. Formó parte del Gobierno Provisional de la Segunda República Española que se hizo cargo del país tras la salida de España del Rey.

### Período de la Segunda República

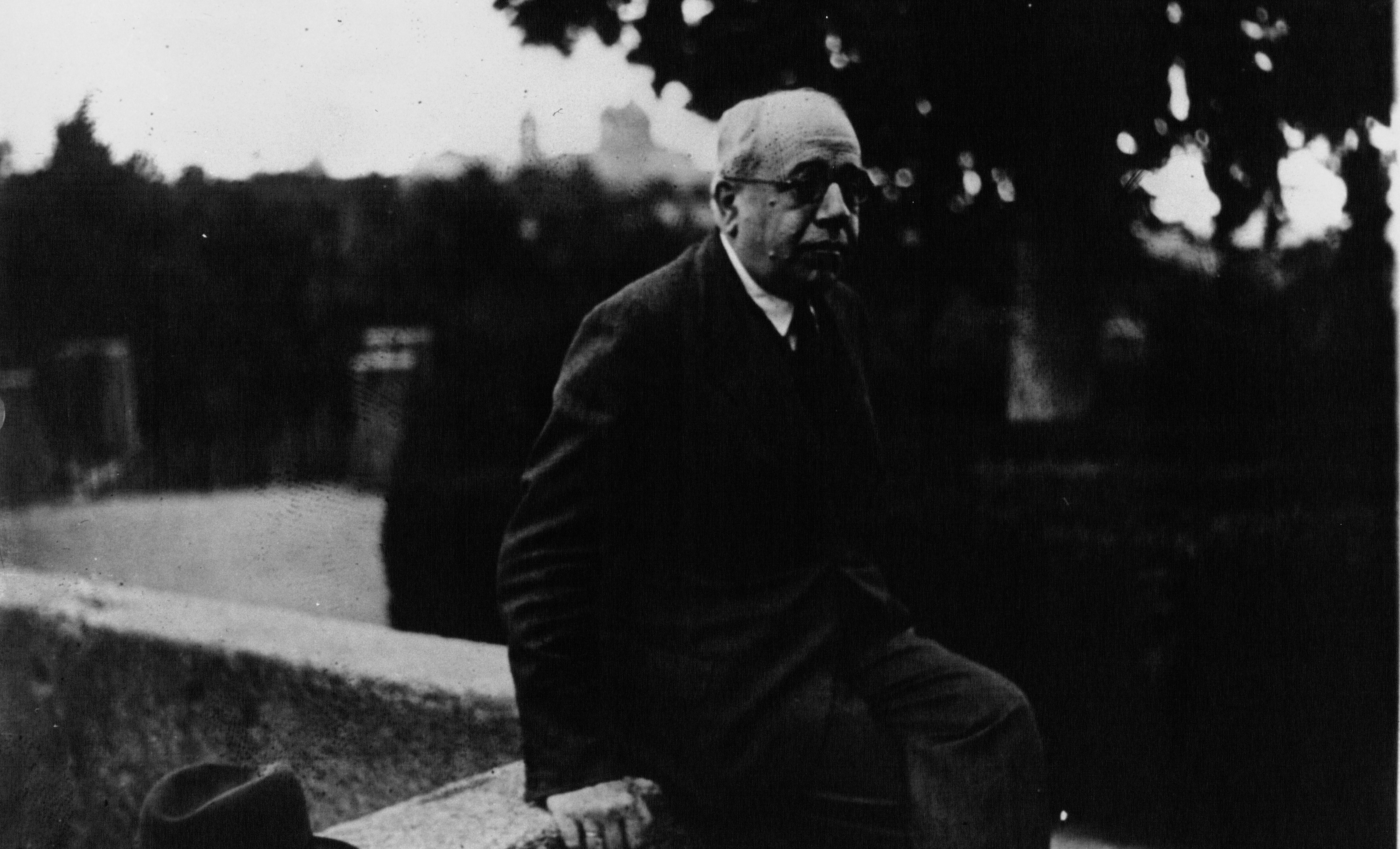
Manuel Azaña en Aranjuez, fotografiado en 1932.

Obtuvo 30 diputados en las elecciones generales de 1931, y enseguida se convirtió, a pesar de su relativamente escasa fuerza parlamentaria, en una formación central de los Gobiernos de la República hasta 1933, liderados por su presidente, Manuel Azaña. 
En el debate parlamentario de la Constitución de 1931 apoyó el proyecto presentado por la Comisión de Constitución. Su portavoz en el debate inicial de totalidad fue Claudio Sánchez Albornoz, que después de elogiar a su jefe de filas Manuel Azaña, por su "labor revolucionaria en el Ejército que todos pueden aplaudir", señaló que la nueva Constitución venía a resolver "problemas que han sido ya resueltos hace siglos en todos los países", y destacó proyecto presentado a debate y aprobación de las Cortes su "tendencia socializante" ("sentimos la justicia de las reivindicaciones socialistas, de la política socialista"; "el porvenir próximo ha de ser del partido socialista porque al cabo trabajáis por el bienestar de la Humanidad") así como su "tendencia autonomista" ("por primera vez en la Historia vamos a tener una Constitución que responda a la estructura interna de nuestra Patria"), "pero sin daño para la unidad nacional". Sobre esto último añadió: 

España ha sido siempre una y múltiple. Lo mismo tienen que enfrentarse con la realidad española los que pretenden crear el Estado unitario o centralista que quienes niegan la unidad suprema de España. La República tiene que concordar el Estado con esa variedad en la unidad

Hacia el final de su discurso habló en favor de "realizar la federación de Europa" y como conclusión afirmó:

La República española ha venido para transformar radicalmente España, no sólo en el orden político, sino en todo, para impedir que siga corriendo a la deriva, sesteando, como ha venido sesteando secularmente a través de la historia

Tras la derrota de los republicanos de izquierda en las elecciones de noviembre de 1933, en las que Acción Republicana solo obtuvo 5 escaños, el partido se fusionó con otros grupos republicanos como la Organización Republicana Gallega Autónoma (ORGA) y el Partido Republicano Radical Socialista Independiente en 1934 para formar Izquierda Republicana, bajo el liderazgo de Azaña.

## Ministros y gobernantes de Acción Republicana
Durante la Segunda República Española formaron parte de alguno de los 26 gobiernos que se sucedieron los siguientes miembros de Acción Republicana:
- Manuel Azaña Díaz, ministro de la Guerra, presidente del gobierno y presidente de la República.
- José Giral Pereira, ministro de Marina y presidente del gobierno.
- Claudio Sánchez-Albornoz, ministro de Estado. Tras el fin de la guerra civil, fue presidente del gobierno republicano en el exilio.

## Resultados electorales
| Comicios | Cabeza de lista | % de votos | # de escaños | +/– | Notas                                           |
| -------- | --------------- | ---------- | ------------ | --- | ----------------------------------------------- |
| 1931     | Manuel Azaña    | 5,5%       | 26/470       | 26  | Dentro de la Conjunción Republicano-Socialista. |
| 1933     | Manuel Azaña    | 1.1%       | 5/472        | 21  | En coalición con el PRRSI.                      |